# Lucius Dudistius Novanus

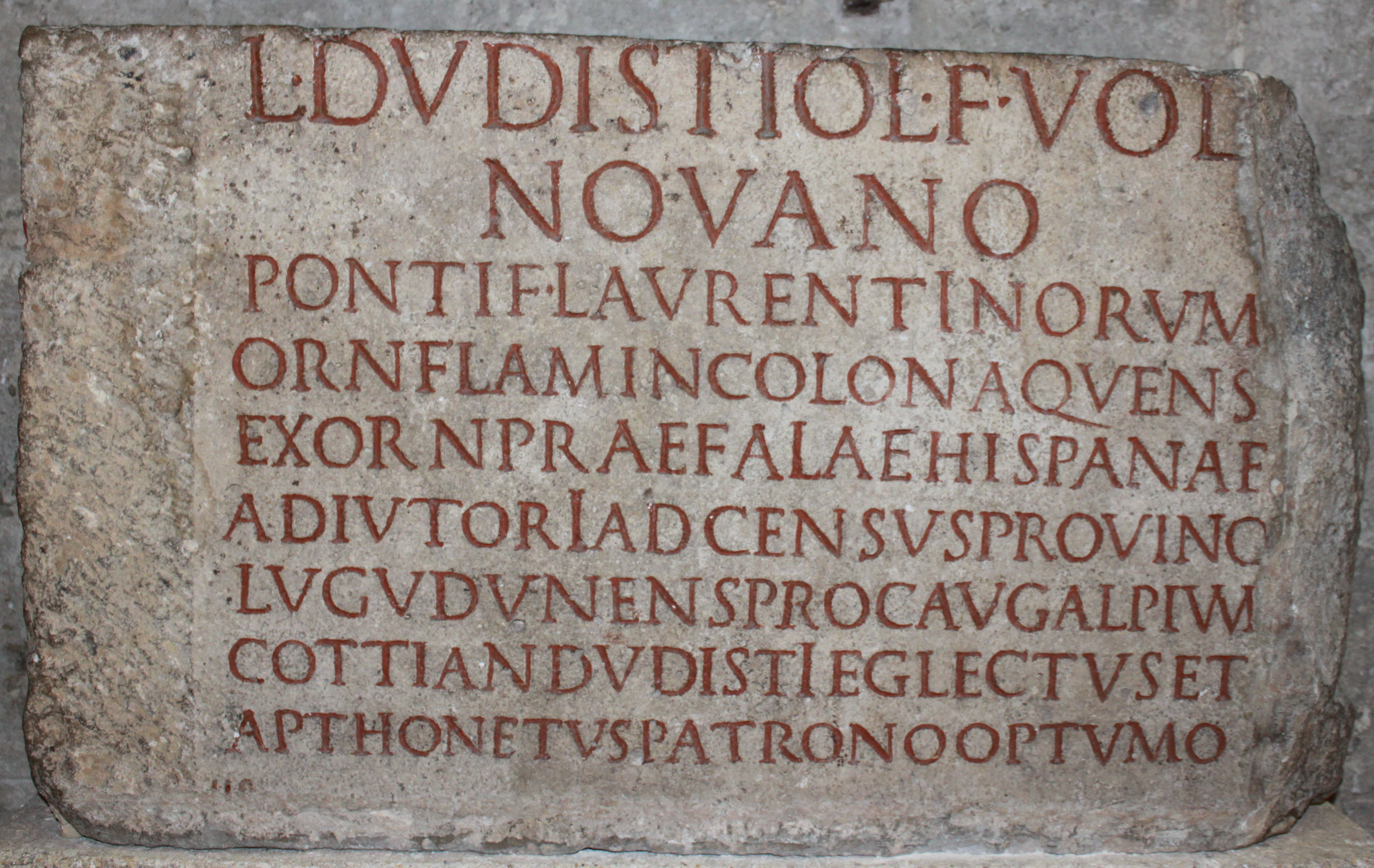
Die Inschrift

Lucius Dudistius Novanus (vollständige Namensform Lucius Dudistius Luci filius Voltinia Novanus) war ein im 1. Jahrhundert n. Chr. lebender Angehöriger des römischen Ritterstandes (Eques). Durch eine Inschrift, die in Massilia gefunden wurde, sind einzelne Stationen seiner Laufbahn bekannt.
Novanus war zunächst Pontifex Laurentinorum. Danach wurde er Kommandeur (Praefectus) der Ala Hispana; dies blieb sein einziges militärisches Kommando. Im Anschluss war er als Adiutor des Statthalters (Legatus Augusti pro praetore) der Provinz Gallia Lugdunensis bei einem Census behilflich; diese Stelle ist mit anderen Posten vergleichbar, die üblicherweise mit einem Jahreseinkommen von 60.000 Sesterzen verbunden waren. Zuletzt wurde er Statthalter (Procurator Augusti) in der Provinz Alpes Cottiae; diese Statthalterschaft war mit einem Jahreseinkommen von 100.000 Sesterzen verbunden.
Novanus war in der Tribus Voltinia eingeschrieben. Er stammte aus Aquae Sextiae. In seiner Heimatstadt war er Flamen (ornamentis flaminatus coloniae Aquensis exornato).

## Datierung
Hans-Georg Pflaum datiert seine Laufbahn an das Ende des 1. Jahrhunderts. Margaret M. Roxan datiert sie vor der Regierungszeit von Hadrian (117–138).